# Repps und Wepps
Repps und Wepps oder Repps und Webbs ist ein 1925 entstandener Detektiv-Stummfilm, den der damals 24-jährige Total-Film-Maker Edy Dengel mit seiner Wiesbadener Produktionsfirma Axa-Film hergestellt hatte. Der Film, bestehend aus zwei vollkommen voneinander unabhängigen Episoden, gilt heute als verschollen.

## Handlung
Detektiv Repps erhält eines Tages Besuch von einem Zeitungsjungen. Der erzählt ihm, dass sich in der Nähe seines Zeitungsstandes eine Kaschemme befände, in der es nicht mit rechten Dingen zugehen könne. Der Junge berichtet der Spürnase, dass er schon mehrfach beobachtet habe, wie bewusstlose Mädchen in die schummrige Lokalität hineingeschleppt worden wären, aber bislang noch nie eines der Mädchen wieder herausgekommen sei. Repps gelingt es, sich beim Kaschemmenbetreiber Blackwell, dem Kopf einer sich auf die Entführung junger Damen spezialisierten Bande, einzuschmeicheln und erfährt vom Bandenchef, dass demnächst eine weitere Entführung geplant sei, und zwar die einer Millionärstochter, die ein dickes Lösegeld verspreche. Repps, der rasch das Vertrauen Blackwells gewinnt, nimmt an dem Mädchenraub, der auch gelingt, teil. Am darauf folgenden Morgen findet Repps das Versteck der entführten Grazie heraus und befreit diese, die wie ein Tier hinter Gitterstäben gehalten wird, wieder. Es kommt zu einem heftigen Kampf mit dem Schurken, bei dem der Oberganove während einer Autoverfolgungsjagd einen Abgrund hinunterstürzt und dabei ums Leben kommt.
Derweil hat Repps Kollege Wepps einen ganz anderen Fall zu lösen. Er wird zu den Nachkommen des Grafen von D. gerufen, der gestorben sei. Nach dessen Tod sei ein größerer Geldbetrag verschwunden. Doch der Langfinger kann nicht viel Freude an seiner Beute haben, sollen die Scheine doch mit Tinte übergossen worden sein. Bei der Obduktion kommt heraus, dass der verstorbene Graf ganz offensichtlich vergiftet worden ist. Als Täter kommt bald nur noch sein Neffe infrage. Denn dieser ist Chemiker von Beruf und experimentiere gern mit in Europa weitgehend unbekannten, indischen Giften. Doch Wepps hat seine Zweifel und führt seine Nachforschungen fort. Tatsächlich, so wird sich zeigen, ist der tote Edelmann zwar vergiftet worden, aber wie sagt schon ein altes Sprichwort: Der Mörder ist immer der Butler. Der Diener wird festgenommen. Damit hat nach Repps auch Wepps seinen (deutlich weniger aufregenden) Fall gelöst.

## Produktionsnotizen
Repps und Wepps wurde bei seiner Zensurvorlage Ende 1925 zunächst nicht zugelassen. Zu diesem Zeitpunkt besaß der Fünfakter bei der Erstvorlage am 23. November 1925 eine Länge von 1988 Metern. Nach Änderungen reduzierte sich die Länge auf 1917,6 Metern Länge und wurde mit der Auflage „Jugendverbot“ freigegeben. Wann genau der Detektivstreifen anlief, ist derzeit nicht feststellbar, mit großer Wahrscheinlichkeit aber noch 1925.

## Zensurentscheidungen
Bei der Erstvorlage des Films am 23. November 1925 wurde eine Aufführung von Repps und Wepps im Deutschen Reich verboten. Als Begründung wurde vor allem auf die Szenen mit Detektiv Repps im Zentrum des Geschehens verwiesen. Die Handlung bewege sich, wie es hieß, „auf niedrigste(m) Niveau“, die Überfall- und Prügelszenen seien in „hohe(m) Grade roh“ und auch die technischen, vor allem photographischen Leistungen wurden als „minderwertig“ angesehen. Besonders aber wurde kritisiert, dass der Film die Sympathie in Richtung der Verbrecher lenke, während die ermittelnde Staatsmacht derart präsentiert werde, dass mutmaßlich vor allem junge, männliche Besucher „Partei gegen die Polizei“ ergreifen würden.
Gegen diese Entscheidung wurde Beschwerde eingelegt, und fünf Tage darauf entschied eine neue Kommission anders und gab den Film unter einer Reihe von Schnittauflagen schließlich frei. Ein Jugendverbot wurde ausgesprochen.

## Wissenswertes
Regisseur-Autor-Produzent-Hauptdarsteller Dengel produzierte mit der 1919 von ihm 18-jährig gegründeten Firma Axa-Film eine Reihe von Filmen „mit logischer, einfacher Handlung und sensationellem Einschlag mit wenig Hauptpersonen“, wie sich Dengel 1925 äußerte. Nach diesem Rezept war sein Erstling Schloß des Schreckens ebenso konzipiert wie seine Spätwerke, darunter auch Repps und Wepps.